# Jakob Pastötter
Jakob Pastötter (* 26. Juli 1965 in Augsburg) ist ein deutscher Sexualwissenschaftler, Kulturanthropologe und seit 2006 Präsident der Deutschen Gesellschaft für Sozialwissenschaftliche Sexualforschung.

## Leben
Pastötter studierte zunächst ab 1989 Kulturanthropologie, Deutsche Geschichte und Linguistik an der Universität Regensburg, wo er 1997 seinen Magister Artium machte. Daraufhin war er als wissenschaftlicher Mitarbeiter am Kinsey Institute for Research in Sex, Gender and Reproduction der Indiana University und am Institute for Advanced Study of Human Sexuality (ein nichtakkreditiertes Institut mit Abschluss-Garantie) in San Francisco tätig. Ab 2000 studierte er Erziehungswissenschaften an der Humboldt-Universität zu Berlin, wo er 2003 bei Karl-Friedrich Wessel zum Dr. phil. promovierte. Seine Dissertation schrieb er zum Thema Erotic Home Entertainment und Zivilisationsprozess: Analyse des postindustriellen Phänomens Hardcore-Pornographie. Gleichzeitig arbeitete er am Archiv für Sexualwissenschaft, dessen Stellvertretender Direktor er 2001 wurde. Ebenfalls 2003 erlangte er sein Diplom in Clinical Sexology vom American Board of Sexology.
Ab 2003 war er zunächst Assistenzprofessor an der American Academy of Clinical Sexologists (eine private und unabhängige Graduiertenschule, die vom US-Bundesstaat Florida anerkannt ist), seit 2007 ist er dort außerordentlicher Professor für klinische Praxis. Außerdem war Pastötter von 2008 bis 2010 Ehrenseniorgastforschungsstipendiat am Department of Interdisciplinary Studies in Professional Practice der School of Community and Health Sciences an der City University London.
Im Jahre 2006 wurde er zum Präsidenten der Deutschen Gesellschaft für Sozialwissenschaftliche Sexualwissenschaft gewählt, 2008, 2010, 2012 und 2014 in diesem Amt bestätigt. Neben der Betreuung von Studenten und Gastwissenschaftlern besteht die Hauptaufgabe in der Ausrichtung von internationalen wissenschaftlichen Kongressen, die alle zwei Jahre stattfinden.
Seit 2010 leitet er das DGSS-Institut für Lebens- und Sexualberatung. Seit 2014 berät er auch in seiner privaten Beratungspraxis Sexualitaetleben! bei München.

## Pro7–Sexreport 2008
Einer breiteren Bevölkerungsschicht bekannt wurde Pastötter durch den „Pro7–Sexreport 2008“, den er wissenschaftlich leitete. Die dahinter stehende Studie war die bisher größte sexualwissenschaftliche Befragung in Deutschland, an der über 55.000 Männer und Frauen ab 14 Jahren mittels Internet teilnahmen und 230 Fragen beantworteten. Neben allgemeinen Fragen wie etwa zum Beginn ihrer Pubertät und der bisherigen Anzahl von Sexualpartnern waren dies Fragen zum eigenen Körper, zum sexuellen Verlangen und zur Selbstbefriedigung, zum Zusammenhang zwischen eigener Sexualität und Erfahrungen von Macht und Gewalt, zu gesundheitlichen Aspekten von Sexualität, zu Pornographie, Prostitution und Internet, sowie sexualitätsbezogene Einschätzungsfragen.
Bis Oktober 2010 wurden etwa 60 Fragen nach Alter und Geschlecht ausgewertet, die neue Erkenntnisse zu Tage brachten: So schätzen sich in Deutschland eine überraschend hohe Anzahl von Männern und Frauen als bisexuell ein und es konnte ein eindeutiger Zusammenhang zwischen dem Konsum von Pornographie und der Zufriedenheit mit dem eigenen körperlichen Erscheinungsbild festgestellt werden. Derzeit fehlt noch eine Anschlussfinanzierung.
Nach Abschluss der Befragung bedauerte Pastötter die noch fehlende Tiefe der Studie und kritisierte die öffentlich-rechtlichen Medien, welche sich trotz Bildungsauftrags und hoher Gebühreneinnahmen des Themas nicht wirklich annehmen wollten.
Mehrmals kritisierte Pastötter für Deutschland den Umgang mit Pornographie, die zwar ein legitimes „sexuelles Märchen für Erwachsene“ sei, aber längst die Funktion eines Aufklärungs- und sexuellen Leitmediums auch für Kinder und Jugendliche übernommen habe. Er sprach in diesem Zusammenhang davon, dass es bisweilen den Anschein habe, als sei durch die so genannte Sexuelle Revolution weniger die Sexualität als vielmehr vor allem ihre kommerziell verwertbare Form, die Pornographie, befreit worden. Außerdem bemängelt er die nach wie vor an allen deutschen Universitäten fehlende sexualpädagogische Ausbildung von Lehrern, die seit den 1970er Jahren in Deutschland vom Gesetzgeber eigentlich vorgeschrieben ist.
Er beschäftigt sich zudem mit kulturellen und geschlechtsspezifischen Unterschieden in der Sexualität. So ist er Betreuer der Länderkapitel zu Botswana, Bulgarien, Dänemark,  Deutschland, Schweiz und Vietnam für  die International Encyclopedia of Sexuality, deren Associate Editor er ist. Außerdem betreut er die wissenschaftlichen Buchbesprechungen für Sexuality and Culture, eine interdisziplinäre Vierteljahresschrift.

## Veröffentlichungen (Auswahl)
- Mit Jennifer Evans, Rüdiger Lautmann und Florian Mildenberger (Hrsg.): Was ist Homosexualität? Forschungsgeschichte, gesellschaftliche Entwicklungen und Perspektiven. Männerschwarm, Hamburg 2014.
- Vern L. Bullough. In: Volkmar Sigusch, Günter Grau (Hrsg.): Personenlexikon der Sexualforschung. Campus, Frankfurt am Main 2009, S. 94–97.
- Mit Nicolas Drey und Anthony Pryce: Sex-Study 2008 – Sexual Behaviour in Germany. DGSS and City University London in Collaboration with ProSieben. Düsseldorf/London forthcoming.
- Guest Editor: The Legacy of Alfred Charles Kinsey. Sexuality and Culture 10th Anniversary Issue (1/2006).
- Alfred C. Kinsey: A Much Discussed Scientist of Our Time. Sexuality and Culture 10th Anniversary Issues (1/2006), S. 5–14.
- Robert T. Francoeur, Ray J. Noonan, Jakob Pastoetter: Female Sexuality and Health Today: Challenges to Cultural Repression. CrossCurrents (A quarterly devoted to science, culture and religion; CrossCurrents Forum, Columbia University, New York), 54 (3/2004).
- Associate Editor: The Continuum Complete International Encyclopedia of Sexuality. Continuum International, New York / London 2004.
- Mit Rüdiger Lautmann und Kurt Starke: Germany. In: Robert T. Francoeur, Raymond J. Noonan (Hrsg.): The Continuum Complete International Encyclopedia of Sexuality. Continuum International, New York / London 2004, S. 450–466.
- Germans. In: Carol R. and Melvin Ember (Hrsg.): Encyclopedia of Sex and Gender. Men and Women in the World’s Cultures, vol. I. Kluwer Academic / Plenum, New York 2004, S. 400–407.
- Needle to p6. Sexualmedizin 25 (12/2003), S. 257.
- Erotic Home Entertainment und Zivilisationsprozeß. Analyse des postindustriellen Phänomens „Hardcore.Pornographie“. Deutscher Universitätsverlag, Wiesbaden 2003, ISBN 3-8244-4534-4 (Dissertation Humboldt-Universität Berlin 2003, 191 Seiten, unter dem Titel: Das @postindustrielle Phänomen „Erotic Home Entertainment“ und der Prozeß der Zivilisation).
- Love and Eroticism: Addition or Contradiction? Journal of Sex and Marital Therapy 28 (3/2002), S. 280–282.
- Vietnam. In: Robert T. Francoeur, Raymond J. Noonan (Hrsg.): The International Encyclopedia of Sexuality, vol. IV. Continuum International, New York / London 2001, S. 639–691.
- Tourism and Sex: Conceptualising of Foreign Countries as (S)exotic. Sexuality and Culture 5 (2/2001), S. 107–110.
- Pornography as Academic Field of Research. American and German Approaches Towards the Problematic Field of Research Pornography. Sexualmedizin 22 (9/2000), S. 247–250.
- Pornography – a Men’s Culture? In: Stadt Burglengenfeld (Hrsg.): Männer-Kulturen. Burglengenfeld 1995, S. 143–152.